# 塔拉哈拉 (密西西比州)
塔拉哈拉（英語：Tallahala），又名馬其頓（Macedonia），是位於美國密西西比州佩里縣的非建制地區。

## 地理
塔拉哈拉所處的海拔為高於海平面53米（即174英呎），而該地所採用的時區為UTC-6，即北美中部時區（CST）。同時該地設有夏令時間，為UTC-6調快一小時，即UTC-5（CDT）。